# Ober-Mossau
Ober-Mossau ist ein Ortsteil der Gemeinde Mossautal im südhessischen Odenwaldkreis.

## Geographie
Das offenes Waldhufendorf mit regellosem Grundriss Ober-Mossau liegt im Buntsandstein-Odenwald bei einseitiger Tallage, ca. 6,5 km nordwestlich von Erbach und 3,3 km nördlich der Gemeindeverwaltung in Unter-Mossau. Das Gebiet des Ortsteils besteht aus der Gemarkung Ober-Mossau  mit einer Fläche von 1271 Hektar., davon sind 807 Hektar Wald. Die Ortslage befindet sich auf 332 bis 375 m ü. NHN und der höchste Punkt der Gemarkung ist der 501 m hohe Lärmfeuer, an der südwestlichen Gemarkungsgrenze. In der Gemarkung liegt die folgenden aktuellen bzw. historischeb Siedlungsplätze:
- Johanniterkommende Ober-Mossau[4]
- Hof Reichenberg[5]

Ober-Mossau liegt im Geo-Naturpark Bergstraße-Odenwald am Mossaubach, der in Hüttenthal in den Marbach mündet. Dieser speist kurz darauf den Marbach-Stausee, dessen Abfluss dann in die Mümling mündet. den Durch den Ort verläuft die Landesstraße 3260, die zwischen Ober-Kainsbach und Rehbach von der Bundesstraße 47 abzweigt und weiter über Unter-Mossau auf die B 460 bei Hüttenthal führt. An den Ortsteil Ober-Mossau grenzen, von Norden beginnend, im Uhrzeigersinn, die Reichelsheimer Stadtteile Beerfurth und Ober-Kainsbach, im Osten die Michelstädter Stadtteile Rehbach und Steinbuch und der Erbacher Stadtteil Roßbach. Im Süden Unter-Mossau und im Osten Hiltersklingen sowie die Reichelsheimer Stadtteile Rohrbach und Unter-Ostern.

## Geschichte

### Historische Namensformen
In erhaltenen Dokumenten wurde Ober-Mossau unter den folgenden Namen erwähnt (in Klammern das Jahr der Erwähnung):
Mosaha (1253), Mossa (1267), Mosa (1277), Mosahe (1290), Masae (1324), Kirchmossauwe (1443), Kirchmossauwe (1480), Ober-Mossaue (1558) und  Obermossau.

### Ortsgeschichte
Die älteste bekannte schriftliche Erwähnung von Ober-Mossau erfolgte unter dem Namen Mosaha im Jahre 1253. Die Johanniterkommende Worms hatte hier eine Niederlassung, die auch eine Kirche baute. Im Mittelalter gab es Erzgruben im Ort.
Hessische Gebietsreform (1970–1977)
Zum 31. Dezember 1971 fusionierten im Zuge der Gebietsreform in Hessen die Gemeinden Hiltersklingen, Ober-Mossau und Unter-Mossau zur neuen Großgemeinde Mossautal.
Für Ober-Mossau, wie für alle im Zuge der Gebietsreform nach Mossautal eingegliederten Gemeinden, wurde ein Ortsbezirk gebildet.

### Verwaltungsgeschichte im Überblick
Die folgende Liste zeigt die Staaten und Verwaltungseinheiten, denen Ober-Mossau angehört(e):
- vor 1718: Heiliges Römisches Reich, Grafschaft Erbach, Amt Fürstenau
- ab 1718: Heiliges Römisches Reich, Grafschaft Erbach (Erbach-Fürstenauer Linie), Amt Fürstenau
- ab 1806: Großherzogtum Hessen (Souveränitätslande),[Anm. 2] Fürstentum Starkenburg, Amt Fürstenau (zur Standesherrschaft Erbach gehörig)
- ab 1815: Großherzogtum Hessen[Anm. 3]  (Souveränitätslande), Provinz Starkenburg, Amt Fürstenau (zur Standesherrschaft Erbach gehörig)
- ab 1822: Großherzogtum Hessen, Provinz Starkenburg, Landratsbezirk Erbach[Anm. 4]
- ab 1848: Großherzogtum Hessen, Regierungsbezirk Erbach
- ab 1852: Großherzogtum Hessen, Provinz Starkenburg, Kreis Erbach
- ab 1871: Deutsches Reich,[Anm. 5] Großherzogtum Hessen, Provinz Starkenburg, Kreis Erbach
- ab 1918: Deutsches Reich (Weimarer Republik), Volksstaat Hessen,[Anm. 6] Provinz Starkenburg, Kreis Erbach
- ab 1938: Deutsches Reich, Volksstaat Hessen, Landkreis Erbach[11][Anm. 7]
- ab 1945: Amerikanische Besatzungszone,[Anm. 8] Groß-Hessen, Regierungsbezirk Darmstadt, Landkreis Erbach
- ab 1946: Amerikanische Besatzungszone, Land Hessen, Regierungsbezirk Darmstadt, Landkreis Erbach
- ab 1949: Bundesrepublik Deutschland, Land Hessen, Regierungsbezirk Darmstadt, Landkreis Erbach
- ab 1972: Bundesrepublik Deutschland, Land Hessen, Regierungsbezirk Darmstadt, Odenwaldkreis, Gemeinde Mossautal[Anm. 9]

## Bevölkerung

### Einwohnerentwicklung
| • 1522: | 22 wehrfähige Männer                                               |
| • 1623: | 28 Häuser mit 120 Einwohnern                                       |
| • 1961: | 438 evangelische (= 84,72 %), 76 katholische (= 14,70 %) Einwohner |

| Ober-Mossau: Einwohnerzahlen von 1834 bis 2011 | Ober-Mossau: Einwohnerzahlen von 1834 bis 2011 | Ober-Mossau: Einwohnerzahlen von 1834 bis 2011 | Ober-Mossau: Einwohnerzahlen von 1834 bis 2011 | Ober-Mossau: Einwohnerzahlen von 1834 bis 2011 |
| --- | ---------------------------------------------- | ---------------------------------------------- | ---------------------------------------------- | ---------------------------------------------- |
| Jahr |                                                |                                                |                                                | Einwohner                                      |
| 1834 | 1834                                           |                                                | 350                                            | 350                                            |
| 1840 | 1840                                           |                                                | 370                                            | 370                                            |
| 1846 | 1846                                           |                                                | 433                                            | 433                                            |
| 1852 | 1852                                           |                                                | 399                                            | 399                                            |
| 1858 | 1858                                           |                                                | 464                                            | 464                                            |
| 1864 | 1864                                           |                                                | 422                                            | 422                                            |
| 1871 | 1871                                           |                                                | 415                                            | 415                                            |
| 1875 | 1875                                           |                                                | 408                                            | 408                                            |
| 1885 | 1885                                           |                                                | 426                                            | 426                                            |
| 1895 | 1895                                           |                                                | 425                                            | 425                                            |
| 1905 | 1905                                           |                                                | 425                                            | 425                                            |
| 1910 | 1910                                           |                                                | 411                                            | 411                                            |
| 1925 | 1925                                           |                                                | 428                                            | 428                                            |
| 1939 | 1939                                           |                                                | 470                                            | 470                                            |
| 1946 | 1946                                           |                                                | 618                                            | 618                                            |
| 1950 | 1950                                           |                                                | 553                                            | 553                                            |
| 1956 | 1956                                           |                                                | 520                                            | 520                                            |
| 1961 | 1961                                           |                                                | 517                                            | 517                                            |
| 1967 | 1967                                           |                                                | 514                                            | 514                                            |
| 1970 | 1970                                           |                                                | 501                                            | 501                                            |
| 1980 | 1980                                           |                                                | ?                                              | ?                                              |
| 1990 | 1990                                           |                                                | ?                                              | ?                                              |
| 2002 | 2002                                           |                                                | 522                                            | 522                                            |
| 2011 | 2011                                           |                                                | 501                                            | 501                                            |
| Datenquelle: Historisches Gemeindeverzeichnis für Hessen: Die Bevölkerung der Gemeinden 1834 bis 1967. Wiesbaden: Hessisches Statistisches Landesamt, 1968. Weitere Quellen: ; Zensus 2011 |                                                |                                                |                                                |                                                |

### Einwohnerstruktur 2011
Nach den Erhebungen des Zensus 2011 lebten am Stichtag dem 9. Mai 2011 in Ober-Mossau 501 Einwohner. Darunter waren 12 (11,9 %) Ausländer.
Nach dem Lebensalter waren 69 Einwohner unter 18 Jahren, 201 zwischen 18 und 49, 96 zwischen 50 und 64 und 135 Einwohner waren älter.
Die Einwohner lebten in 213 Haushalten. Davon waren 57 Singlehaushalte, 66 Paare ohne Kinder und 72 Paare mit Kindern, sowie 15 Alleinerziehende und 3 Wohngemeinschaften. In 63 Haushalten lebten ausschließlich Senioren und in 117 Haushaltungen lebten keine Senioren.

## Politik
Ortsbeirat
Für Ober-Mossau besteht ein Ortsbezirk (Gebiete der ehemaligen Gemeinde Ober-Mossau) mit Ortsbeirat und Ortsvorsteher, nach Maßgabe der §§ 81 und 82 HGO und des Kommunalwahlgesetzes in der jeweils gültigen Fassung gebildet. Der Ortsbeirat besteht aus drei Mitgliedern. Bei den Kommunalwahlen in Hessen 2021 betrug die Wahlbeteiligung zum Ortsbeirat Ober-Mossau 60,7 %. Alle Kandidaten gehörten der Überparteilichen Wählergemeinschaft Mossautal (ÜWG) an. Der Ortsbeirat wählte Reinhard Kübler zum Ortsvorsteher.

## Wirtschaft und Infrastruktur
Es gibt einen Kinderspielplatz und in der ehemaligen Schule einen Kindergarten.

### Unternehmen
Größter Arbeitgeber in Ober-Mossau ist die hier ansässige Privat-Brauerei Schmucker mit rund 90 Mitarbeitern. 1780 gründete der Hirschwirt Nikolaus Schönberger eine Privat-Brauerei. 20 Jahre später wird der Odenwälder Bauer mit dem schwarzen Dreispitz zum Markenzeichen der Brauerei und des Bieres. 1895 heiratete Johann Gottlieb Schmucker in das Unternehmen ein und gab der Brauerei seinen Namen.

### Verkehr
Im Talgrund des Mossau-Bachs verläuft durch den Ort die Landesstraße L 3260 und verbindet die Bundesstraße 460 im Süden mit der Bundesstraße 47 im Norden. In der Ortslage zweigt die Kreisstraße K 50 nach Osten ab und führt über Steinbuch und Steinbach nach Michelstadt. Nach Westen zweigt die Kreisstraße K 50 ab und führt über Rohrbach nach Unter-Ostern.

## Regelmäßige Veranstaltungen
- Fronleichnam: Schmucker-Oldtimer-Classics[15]
- Am letzten vollen Wochenende im Juni: Brauereifest[16]

## Persönlichkeiten
- Johann Gottlieb Schmucker, Namensgeber der Privat-Brauerei Schmucker